# 584

## Narození
- Chlothar II.

## Úmrtí
- Chilperich I.

## Hlavy států
- Papež – Pelagius II. (579–590)
- Byzantská říše – Maurikios (582–602)
- Franská říše – Chlothar II. (584–629)
  - Soissons – Chilperich I. (561–584)
  - Orléans/Burgundsko – Guntram (561–592)
  - Mety – Childebert II. (575–595)
- Anglie
  - Wessex – Ceawlin (560–592)
  - Essex – Aescwine (527–587)
- Perská říše – Hormizd IV. (579–590)